# Міжфракційне депутатське об'єднання «Депутатський контроль»
Міжфракційне депутатське об'єднання «Депутатський контроль» — створене у Верховній Раді України VIII скликання 9 грудня 2014 в Міжнародний день боротьби з корупцією. Про створення МДО оголошено на пленарному засіданні Верховної Ради України 11 грудня 2014 року.

## Мета
Метою МДО «Депутатський контроль» задекларовані контроль за діяльністю органів влади, протидія корупції, підвищення ефективності
державного управління, створення прозорих умов для розвитку підприємництва в Україні, підвищення рівень відповідальності, сприяння формуванню антикорупційної культури населення.

## Члени
Станом на 1 січня 2016 р. у складі об'єднання 27 народних депутатів України від усіх фракцій коаліції, які були вперше обрані до парламенту.
1. Тарас Батенко  - член МДО, голова підкомітету з питань нафтової, нафтотранспортної галузі та нафтопродуктозабезпечення Комітету з питань паливно-енергетичного комплексу, ядерної політики та ядерної безпеки, позафракційний;
2. Михайло Гаврилюк — член МДО, заступник голови Комітету у справах ветеранів та інвалідів, фракція політичної партії «Народний фронт»;
3. Олександр Горбунов  - член МДО, голова підкомітету з питань видатків державного бюджету Комітету з питань бюджету, фракція політичної партії «Народний фронт»;
4. Андрій Гордєєв -  член МДО, голова підкомітету з питань державного боргу та фінансування державного бюджету Комітету з питань бюджету, фракція політичної партії «Блок Петра Порошенка»;
5. Євген Дейдей — член МДО, голова підкомітету з питань законодавства про адміністративні правопорушення Комітету з питань законодавчого забезпечення правоохоронної діяльності, фракція політичної партії «Народний фронт»;
6. Олександр Дроздик -член МДО, голова підкомітету з питань регулювання трудових відносин та зайнятості населення Комітету з питань соціальної політики, зайнятості та пенсійного забезпечення, фракція політичної партії «Народний фронт»;
7. Сергій Євтушок - член МДО, член Комітету з питань транспорту, фракція політичної партії «ВО «Батьківщина»;
8. Вадим Івченко — співголова МДО, заступник голови Комітету з питань аграрної політики та земельних відносин, фракція політичної партії "ВО «Батьківщина»;
9. Борис Козир - член МДО, заступник голови Комітету з питань транспорту, фракція політичної партії «Блок Петра Порошенка»;
10. Ігор Котвіцький - член МДО, член Комітету з питань законодавчого забезпечення правоохоронної діяльності, фракція політичної партії «Народний фронт»;
11. Тарас Кремінь - член  МДО, голова підкомітету з освіти Комітету з питань науки і освіти, фракція політичної партії «Народний фронт»;
12. Геннадій Кривошея — співголова МДО, голова підкомітету з питань підприємництва Комітету з питань промислової політики та підприємництва, фракція політичної партії «Народний фронт»;
13. Сергій Кудлаєнко — член МДО «Депутатський контроль», заступник голови Комітету з питань державного будівництва, регіональної політики та місцевого самоврядування, фракція політичної партії «Блок Петра Порошенка;
14. Віталій Купрій — член МДО, заступник голови Комітету з питань законодавчого забезпечення правоохоронної діяльності, фракція політичної партії «Блок Петра Порошенка»;
15. Дмитро Лубінець — член МДО, секретар Комітету з питань Регламенту та організації роботи Верховної Ради України, фракція політичної партії «Блок Петра Порошенка»;
16. Юрій Македон — член МДО, член Комітету Верховної Ради України з питань правової політики та правосуддя, фракція політичної партії «Блок Петра Порошенка»;
17. Олена Масоріна - член МДО, член Комітету з питань європейської інтеграції, фракція політичної партії «Народний фронт»;
18. Олександр Опанасенко - член  МДО, заступник голови Комітету з питань свободи слова та інформаційної політики, фракція політичної партії «Об'єднання Самопоміч»;
19. Тетяна Острікова — член МДО, член Комітету Верховної ради України з питань податкової та митної політики, фракція політичної партії «Об'єднання Самопоміч»;
20. Максим Поляков — член МДО, секретар Комітету з питань фінансової політики і банківської діяльності, фракція політичної партії «Народний фронт»;
21. Руслан Сидорович — співголова МДО, член Комітету з питань правової політики та правосуддя, фракція політичної партії "Об'єднання «Самопоміч»;
22. Денис Силантьєв — член МДО, заступник голови Комітету Верховної Ради України з питань сім'ї, молодіжної політики та спорту, фракція Радикальної партії Олега Ляшка;
23. Дмитро Стеценко - член МДО, голова підкомітету з питань телебачення та радіомовлення, друкованих ЗМІ, інформаційних агентств та Інтернету Комітету з питань свободи слова та інформаційної політики, фракція політичної партії «Народний фронт»;
24. Дмитро Сторожук - член  МДО, член Комітету з питань правової політики та правосуддя, фракція політичної партії «Народний фронт»;
25. Альона Шкрум - член  МДО, голова підкомітету з питань державної служби та служби в органах місцевого самоврядування Комітету з питань державного будівництва, регіональної політики та місцевого самоврядування, фракція політичної партії «ВО «Батьківщина»;
26. Тарас Юрик — член МДО, член Комітету з питань податкової та митної політики, фракція політичної партії "Блок Петра Порошенка.

## Секретаріат
Секретаріат МДО «Депутатський контроль» — постійнодіючий виконавчий орган. Голову секретаріату призначають члени об'єднання.
Секретаріат збирає інформацію про факти корупції, готує аналітичні матеріали та депутатські звернення, розробляє законопроєкти, співпрацює з громадськими організаціям та активістами, засобами масової інформації, міжнародними організаціями, депутатами місцевих рад тощо.
У структурі секретаріату працює департамент комунікацій, юридичне управління та прес-служба.
Голова секретаріату — Вадим Руденко.
Секретаріат розташований у Києві, вулиця Михайла Грушевського, 10
Роботу Секретаріату забезпечує Громадська організація «Депутатський контроль».

## Діяльність
МДО реагує на факти корупції та проводить інформаційну роботу з попередження проявів цього явища, взаємодіє зі ЗМІ та громадським сектором, розробляє та втілює законодавчі ініціативи.
У грудні 2014 зусиллями МДО «Депутатський контроль» збережене від визнання банкрутом державне підприємство Міноборони «Білоцерківський військовий торг», яке включене до програми обслуговування військовослужбовців військових частин Збройних Сил України, які беруть участь в АТО.
В лютому 2015 члени МДО оприлюднили інформацію про функціонування в Одесі великого конвертаційного центру.
В лютому 2015 члени МДО зібрали понад 100 підписів народних депутатів на підтримку відставки голови НБУ Валерії Гонтаревої. Члени «Депутатського контролю» також надіслали главі СБУ 4 депутатських звернення «щодо відкриття кримінального провадження проти керівництва НБУ за державну зраду і службову халатність».
У березні 2015 об'єднанням відкритий телефон гарячої лінії боротьби з корупцією, зокрема з питань корупції на митниці та в податковій.
Наразі також функціонують регіональні представництва МДО "Депутатський контроль" у Черкаській, Одеській, Волинській, Закарпатській, Вінницькій та Чернівецькій областях.